# Priacàntids
Els priacàntids (Priacanthidae) són una família de peixos marins inclosa en l'ordre Perciformes.

## Gèneres i espècies
Existeixen unes 18 espècies agrupades en 4 gèneres:
- Gènere Cookeolus (Fowler, 1928)
  - Cookeolus japonicus (Cuvier i Valenciennes, 1829)
- Gènere Heteropriacanthus (Fitch & Crooke, 1984)
  - Heteropriacanthus cruentatus (Lacepède, 1801)
- Gènere Priacanthus (Oken, 1817)
  - Priacanthus alalaua (Jordan i Evermann, 1903)
  - Priacanthus arenatus (Cuvier & Valenciennes, 1829)
  - Priacanthus bleekeri (Castelnau, 1873)
  - Priacanthus blochii (Bleeker, 1853)
  - Priacanthus fitchi (Starnes, 1988)
  - Priacanthus hamrur (Forsskål, 1775)
  - Priacanthus macracanthus (Cuvier & Valenciennes, 1829)
  - Priacanthus meeki (Jenkins, 1903)
  - Priacanthus nasca (Starnes, 1988)
  - Priacanthus prolixus (Starnes, 1988)
  - Priacanthus sagittarius (Starnes, 1988)
  - Priacanthus tayenus (John Richardson, 1846)
  - Priacanthus zaiserae (Starnes & Moyer, 1988)
- Gènere Pristigenys (Agassiz, 1835)
  - Pristigenys alta (Gill, 1862)
  - Pristigenys meyeri (Günther, 1872)
  - Pristigenys niphonia (Cuvier i Valenciennes, 1829)
  - Pristigenys serrula (Gilbert, 1891)